# Гексацианоферрат(II) бария
Гексацианоферрат(II) бария — неорганическое соединение,
соль бария и железистосинеродистой кислоты 
с формулой Ba2[Fe(CN)6],
слабо растворяется в воде,
образует кристаллогидрат — жёлтые кристаллы.

## Получение
- Реакция хлорида бария и гексацианоферрата(II) калия:

{\displaystyle {\mathsf {2BaCl_{2}+K_{4}[Fe(CN)_{6}]\ {\xrightarrow {}}\ Ba_{2}[Fe(CN)_{6}]\downarrow +4KCl}}}
при избытке гексацианоферрата(II) калия образуется комплексная соль:
{\displaystyle {\mathsf {BaCl_{2}+K_{4}[Fe(CN)_{6}]\ {\xrightarrow {}}\ K_{2}Ba[Fe(CN)_{6}]\downarrow +2KCl}}}

## Физические свойства
Гексацианоферрат(II) бария образует кристаллы
кристаллогидрат состава {\displaystyle {\ce {Ba_2[Fe(CN)_6]*6H_2O}}} — жёлтые кристаллы, 
которые начинают терять воду при 40°С.
Слабо растворяется в воде, не растворяется в этаноле.

## Химические свойства
- Используется для получения железистосинеродистой кислоты:

{\displaystyle {\mathsf {Ba_{2}[Fe(CN)_{6}]+2H_{2}SO_{4}\ {\xrightarrow {}}\ H_{4}[Fe(CN)_{6}]+2BaSO_{4}\downarrow }}}